# Логозовская волость

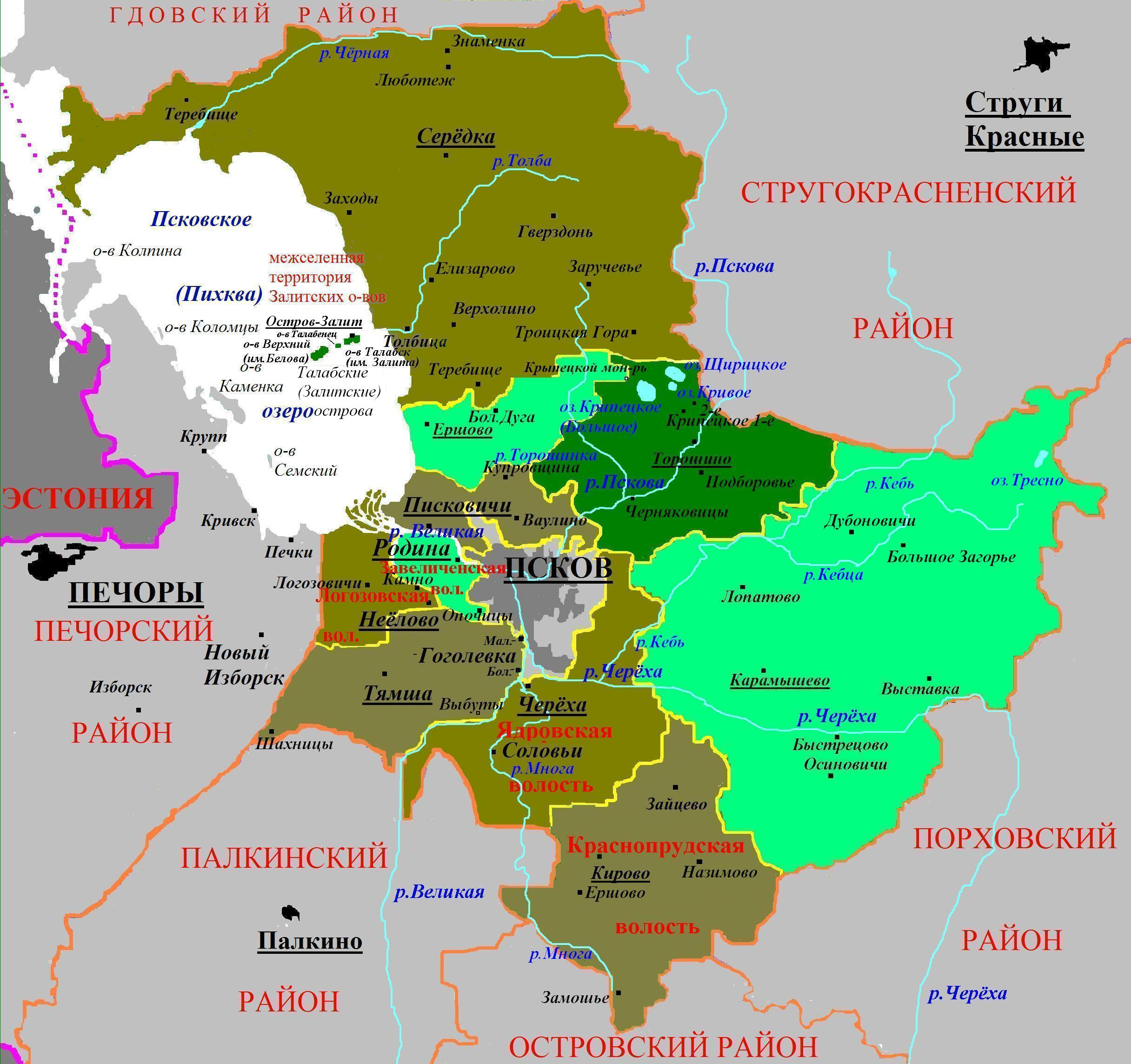
Административное деление Псковского района (2010)

Логозовская волость — административно-территориальная единица 3-го уровня и муниципальное образование со статусом сельского поселения в Псковском районе Псковской области России.
Административный центр — деревня Неёлово-2 (Неёлово) — находится в 8 км к западу от города Псков, примыкая с юга к деревне Неёлово-1, что на Рижском шоссе — трассе Псков — Рига (А212). Фактически администрация волости расположена в деревне Логозовичи, которая и являлась волостным центром до присоединения Неёлово-1, Неёлово-2 и ряда других деревень из состава Тямшанской волости в Логозовскую.

## География
Территория волости граничит на востоке — по реке Каменка — с Завеличенской волостью, на юге — примерно по Рижскому шоссе — с Тямшанской волостью, на западе — с Печорским районом; на севере омывается водами Псковского озера.

## История
До 1924 года эта территория в основном входила в Логазовскую волость Псковского уезда Псковской губернии, территория которой в 1925 году была включена в новую Завеличенскую волость Псковского уезда Псковской губернии, в состав которой вошли ряд сельсоветов, в том числе Логозовский сельсовет. Постановлением Президиума ВЦИК от 1 августа 1927 года губернии, уезды и волости в СССР были упразднены, а сельсоветы упразднённой Завеличенской волости были включены в состав новообразованного Псковского района Псковского округа Ленинградской области, в том числе Каменский и Логозовский сельсоветы.
В 1928 году Логозовский сельсовет был переименован в Корловский сельсовет (по д. Корлы).
Указом Президиума Верховного Совета РСФСР от 16 июня 1954 года Каменский (по д. Камно) и Корловский сельсоветы были объединены в Логозовский сельсовет.
Постановлением Псковского областного Собрания депутатов от 26 января 1995 года все сельсоветы в Псковской области были переименованы в волости, в том числе Логозовский сельсовет превращён в Логозовскую волость.
Законом Псковской области от 28 февраля 2005 года в границах волости было образовано также муниципальное образование Логозовская волость со статусом сельского поселения с 1 января 2006 года в составе муниципального образования Псковский район со статусом муниципального района.
В 2005 году в Логозовскую волость были переданы ранее входившие в Тямшанскую волость населённые пункты — 6 деревень: Красная Репка, Золотуха, Неёлово-1, Неёлово-2, Подосьё, Репки; тогда же в 2005 году волостной центр формально был перенесён из деревни Логозовичи в Неёлово-2.

## Население
| 2002  | 2008  | 2009  | 2010  | 2012  | 2013  | 2014  |
| ----- | ----- | ----- | ----- | ----- | ----- | ----- |
| 1457  | ↗2677 | ↗2813 | ↘2500 | ↗2612 | ↗2737 | ↗3000 |
| 2015  | 2016  | 2017  | 2018  | 2019  | 2020  | 2021  |
| ↘2960 | ↗2969 | ↗3026 | ↘3000 | ↘2903 | ↗3099 | ↗3693 |

## Населённые пункты
В состав Логозовской волости входят 33 деревни:
| №  | Населённый пункт | Тип     | Население, чел. 2001 | Население, чел. 2012 |
| -- | ---------------- | ------- | -------------------- | -------------------- |
| 1  | Астратово        | деревня | 1                    | ↗1                   |
| 2  | Балсовик         | деревня | 6                    | ↘9                   |
| 3  | Большая Листовка | деревня | 86                   | ↗61                  |
| 4  | Ваймицы          | деревня | 32                   | ↗22                  |
| 5  | Дуброво          | деревня | 441                  | ↗542                 |
| 6  | Задорожье        | деревня | 94                   | ↗79                  |
| 7  | Золотуха         | деревня | 2                    | ↘3                   |
| 8  | Камно            | деревня | 1                    | →0                   |
| 9  | Корлы            | деревня | 62                   | ↗65                  |
| 10 | Красная Репка    | деревня | 5                    | ↗4                   |
| 11 | Криушино         | деревня | 21                   | ↗18                  |
| 12 | Логозовичи       | деревня | 75                   | ↗95                  |
| 13 | Макарино         | деревня | 55                   | ↘35                  |
| 14 | Малая Листовка   | деревня | 93                   | ↗99                  |
| 15 | Неёлово-1        | деревня | 940                  | ↘1009                |
| 16 | Неёлово-2        | деревня | 47                   | ↘72                  |
| 17 | Панево           | деревня | 5                    | ↗12                  |
| 18 | Перелазово       | деревня | 16                   | →11                  |
| 19 | Поддубье         | деревня | 11                   | ↗9                   |
| 20 | Подбережье       | деревня | 26                   | ↗32                  |
| 21 | Подосьё          | деревня | 200                  | ↗219                 |
| 22 | Приозерье        | деревня | 16                   | ↘11                  |
| 23 | Проницы          | деревня | 4                    | →8                   |
| 24 | Репки            | деревня | 8                    | ↗16                  |
| 25 | Северик          | деревня | 33                   | ↗56                  |
| 26 | Селище           | деревня | 16                   | ↗30                  |
| 27 | Сенницы          | деревня | 2                    | →3                   |
| 28 | Стяглы           | деревня | 14                   | ↘12                  |
| 29 | Токарево         | деревня | 2                    | →1                   |
| 30 | Тупы             | деревня | 7                    | ↗18                  |
| 31 | Устье            | деревня | 3                    | ↘5                   |
| 32 | Фёдоровщина      | деревня | 156                  | ↗144                 |
| 33 | Щиглицы          | деревня | 179                  | ↗163                 |

## Достопримечательности
У деревни Камно, к северу от реки Каменка (приток Великой), на полуострове, образованном двумя руслами-истоками реки находится городище Камно VIII — X веков, имеющее правильную овальную форму и с трёх сторон окружённое широкими оврагами, а с напольной стороны — насыпным оборонительным валом и рвом.